# 路爾斯·法比安奴
路爾斯·法比安奴（葡萄牙語：Luís Fabiano，1980年11月8日—），巴西足球運動員，司職前鋒，曾效力中國甲組聯賽球會天津權健，2009-2010年曾是巴西國家隊的主力前鋒。

## 生平
法比安奴早在15歲時已在巴西國內職業聯賽中亮相。曾多次轉會，至1999年轉投較大規模的聖保羅。效力期間法比安奴開始嶄露頭角，他準確的接球及射門令到聖保羅在2004年南美自由盃得到第四名，自此一炮而紅。
期間法比安奴入選了巴西國家隊，以兩個入球協助巴西贏得2004年美洲國家盃。
2004年後他遠赴歐洲加盟葡萄牙班霸波圖，不幸地他表現未如理想，同時他還捲入其母於2005年被槍手綁架的消息。此事要擾攘近兩個月才以獲救告終。
他在2005年加入了西甲球會西維爾，憑其入球，協助西維爾於2006年贏得歐洲足協盃冠軍。雖然他表現超卓，但這年他卻未能隨巴西國家隊出席2006年世界盃。直到鄧加接手巴西國家隊後，法比安奴成為巴西首席前鋒，是球隊不可或缺的必然主力，而且在2010年世界盃足球賽決賽週G組對科特迪瓦一戰中手腳並用攻入兩球，并被评为当场最佳球员。
2011年夏天，西維爾把進攻核心路爾斯·法比安奴轉賣往巴西球會聖保羅，身價為760萬歐元。聖保羅將以分期付款的方式向西維爾支付轉會費。
2016年1月1日，中國球會天津权健官方宣布，法比安奴正式加盟球队。

## 榮譽
聖保羅
- 里約-聖保羅錦標賽冠軍: 2001

波圖
- 洲際盃足球賽冠軍: 2004

西維爾
- 歐洲足協盃冠軍: 2006, 2007
- 歐洲足球超級盃冠軍: 2006
- 西班牙國王盃冠軍: 2007, 2010
- 西班牙超級盃冠軍: 2007

巴西
- 美洲國家盃冠軍：2004
- 洲際國家盃冠軍：2009

## 外部連結
- Uefa.com profile （页面存档备份，存于）
- Profile （页面存档备份，存于）
- 路易斯·法比安奴母親被綁架的新聞 （页面存档备份，存于）